# Martí Joan Torrents i Brunet
Martí Joan Torrents i Brunet (Vilanova i la Geltrú, Garraf, 7 de desembre de 1887 - 1 de setembre 1977) fou un aquarel·lista i pintor català, germà de l'escultor Damià Torrents i Brunet.

## Biografia
Durant l'adolescència estudià batxillerat al col·legi Samà on tingué com a professor de dibuix a Josep Sugranyes Florit. El 1905 inicià els estudis de Peritatge Agrícola a Barcelona i un cop acabats seguí els d'Enginyer Agrònom a Madrid. Es dedicà a la pagesia com a propietari a partir del 1919 on heretà del pare la propietat de la masia familiar de cal Onclet, considerada la casa més vella de la Geltrú. Es va implicar activament en l'art de la pagesia sent promotor del cooperativisme agrari a Vilanova i dirigent de la Unió de Rabassaires. El 1922 conegué a Joaquim Mir i aquest l'animà a dedicar-se a la pintura i l'any següent ja feia la primera exposició a la sala Parés de Barcelona. Així el presentava Mir a la inauguració de la mostra:
| « | “Vilanoví colrat per tot un sol (des de quan surt fins quan es pon), clar com l'aigua en què pinta les seves aquarel·les adorables. L'ombra de l'Onclet és més alta que els pins que ell arbora. En Joan Martí Torrents és: amor pur i intens a la natura, fluïdesa exquisida xopada generosament en el paper granat”. | » |

Amb aquesta primera exposició s'encetava públicament la seva vessant artística i entre 1923 i 1931 vingueren les seves primeres passes amb mostres, bàsicament de paisatges d'aigua, i a partir de 1929 els retrats al carbó, a Sabadell, Vilanova, Reus, Girona, Tarragona, Terrassa, Madrid, Igualada i Barcelona diverses vegades.
El 1925, conjuntament amb Joaquim Mir, Alexandre de Cabanyes i Enric C. Ricart, participà amb les seves pintures a la decoració mural del saló Cafè del Foment Vilanoví, per a la qual realitzà dos dels catorze plafons, teles que avui es poden trobar a la Biblioteca Museu Víctor Balaguer.
Del 1928 al 1930, treballà a Barcelona com a dibuixant de diverses cases distribuïdores cinematogràfiques per a les quals realitzà grans cartells murals anunciadors de les pel·lícules. Cobrant 30 duros i treballant tota la nit per enllestir-los cobrien la façana del cinema Capitol de Barcelona entre altres cinemes, encarregades per les empreses Ufa, CINAES i Artistas Asociados. Gràcies a aquesta feina connectà també amb el món de l'espectacle i el teatre i realitzà escenografies i nombrosos retrats de cantants i actrius. Per exemple, ell mateix anunciava que havia pintat el rostre de Marlene Dietrich a una mida de tres metres o les sabates de Charles Chaplin de dos metres i mig. Amb aquesta nova etapa professional va adquirir una gran cultura cinematogràfica i, a més, va descobrir l'univers de la figura. Així ho recollia Josep Cruset: 
| « | 'Fer cartells era estudiar la figura, dur les fotografies dels artistes o fotogrames de la pel·lícula a escala gegant...Així, en aquesta activitat, va nàixer en Torrents la vocació per la figura | » |

Abduït pel setè art entre el 1932 i el 1951 fou empresari i encarregat de la programació del cinema Bosc i, alhora, inicià la decoració de l'espai, pintures que restaren vigents fins a la modernització del local, moment que van ser arrencades i conservades als magatzems del Museu Víctor Balaguer.
De pintures de l'artista també es podien veure en diversos llocs de la ciutat. Posant alguns exemples, el 1931 realitzà l'ornamentació mural del saló de la Gran Penya (amb pintures que foren esborrades després de la Guerra Civil); el 1933 pintà a l'oli temes mariners per al saló del Pòsit de Pescadors o, per aquesta època també creà les pintures a l'oli destinades al restaurant Peixerot, amb motius de platja, bany i música (aquestes pintures es troben encara actualment als llocs corresponents).
El 1936 realitzà el primer viatge a Londres, on exposà aquarel·les. El 1939, després de ser sotmès a judici, va haver de fugir i viure a Girona (durant l'estada va realitzar unes pintures murals per a la capella del sanatori psiquiàtric de Salt) a causa de les seves actuacions durant el conflicte, intervenint per al salvament del Registre Civil de Vilanova en el moment de l'esclat revolucionari o contribuint a la preservació del retaule barroc de l'església de Santa Maria de la Geltrú.
El 1942 retornà a Vilanova. Un cop a la seva ciutat natal li foren encomanades diverses obres entre elles, el 1952, la decoració mural de les parets laterals i del cor de la parròquia de la Immaculada Concepció (o església de Mar), per a la qual representà escenes del Nou Testament.
El 1961 fou objecte d'un homenatge de les entitats vilanovines on se celebraren diversos actes entre els quals hi havia una exposició antològica que fou un èxit de vendes. En aquests últims anys es dedicà a pintar principalment paisatges, aquarel·les i retrats al carbó de diversos personatges vilanovins.
A partir de l'any 1962 realitzà una exposició anual coincidint amb la Festa Major a Galeries Rambles.
Una bona part de l'obra que posseïa la seva vídua, Rosa Pelegrín, fou adquirida per l'Ajuntament de Vilanova (1988) i dipositada a la Biblioteca Museu Víctor Balaguer.

## Obra
La coherència amb la pròpia experiència vital segurament van determinar-lo cap a la pintura de paisatge i, per extensió, a la pintura morta i dibuix de retrat.
En la seva obra també hi trobem grans murals que són paisatges o festes i cartells. Fou aquarel·lista convençut i va revolucionar la tècnica per fer-la més autèntica: el paper era, d'antuvi, xop d'aigua i el pigment hi penetrava fàcilment tenyint-lo i fent-lo transparent quan l'aigua ja era eixuta. Tot i que el seu sistema modernitzava la tècnica, ningú no el va seguir. Deia que en la base de tot hi havia el dibuix tot i que actualment no es tenen constància de natures mortes o paisatges dibuixats al carbó i només es poden veure retrats fets amb aquest procediment.
En el seu conjunt la productivitat de Martí Joan ha estat molt quantiosa. La major part fou feta sobre el suport de paper, la qual cosa implica una certa fragilitat, però afortunadament, sembla que en gran part s'ha conservat. De tota manera, resulta impossible de catalogar-la en la seva totalitat atès que encara ara, no es disposa de cap catàleg complet. Exclosa voluntàriament dels paisatges i dels retrats, les usa en les decoracions d'una mida quasi natural de les nombroses pintures murals que va escampar per Vilanova.
| « | ”Com aquarelista, és el pintor de més tremp que ha exposat a Espanya... És l'evolucionista que desitjava la venerable aquarel·la, amb tal motiu, aquest procediment rejovenirà complidament” | » |

## Exposicions
En el conjunt d'exposicions s'hi perceben dues etapes marcades per la guerra: en la primera el ritme és més àgil i amb voluntat d'extensió, en la segona, més pausat i circumscrit a sales de Barcelona, Reus, Girona i Madrid. De la primera etapa es van veure en diverses ocasions les seves obres en mostres realitzades a Sabadell, Vilanova, Girona, Reus, Tarragona, Barcelona, Madrid, Igualada, Terrassa entre 1923 i 1931. Entre 1932 i 1936 va fer el salt cap a Europa i va exposar diverses vegades a Anglaterra, a la galeria Rowney.
De la segona etapa se'n destaquen dues fetes el 1961: una al Museu de Vilafranca, on retratava tothom que ho volgués, recordant així el que feia a Londres fent retrats públics a qui ho desitjava, i la mostra d'homenatge al pintor. 25 anys després de la seva mort, el 2002, l'Ajuntament de Vilanova juntament amb la Biblioteca Museu Víctor Balaguer varen organitzar una mostra amb una part significativa de l'obra donada per la seva vídua.